# Синя Магура (річка)
Си́ня Ма́гура — річка в Україні, у Долинському районі Івано-Франківської області, ліва притока Свічи (басейн Дністра).

## Опис
Довжина річки приблизно 9 км. Формується з багатьох безіменних струмків.

## Розташування
Бере початок при підніжжі гори Ґорґан Вишківський, на північний захід від села Свобода. Тече переважно на північний схід і біля залізничної станції Бескид впадає у річку Свічу, праву притоку Дністра.